# Dasyphyllum spinescens
Dasyphyllum spinescens é um arbusto que chega a medir até 2 metros de altura, da família das compostas, nativo do Brasil, especialmente dos estado do Rio de Janeiro, Santa Catarina e Rio Grande do Sul. A espécie possui ramos sarmentosos e armados, folhas rígidas, capítulos pedunculados e aquênios com cerdas plumosas. 

## Sinônimos
A espécie Dasyphyllum spinescens possui 2 sinônimos reconhecidos atualmente.
- Chuquiraga spinescens (Less.) Baker
- Flotovia spinescens Less.